# Egernia saxatilis
Egernia saxatilis là một loài thằn lằn trong họ Scincidae. Loài này được Cogger mô tả khoa học đầu tiên năm 1960.